# 克奧

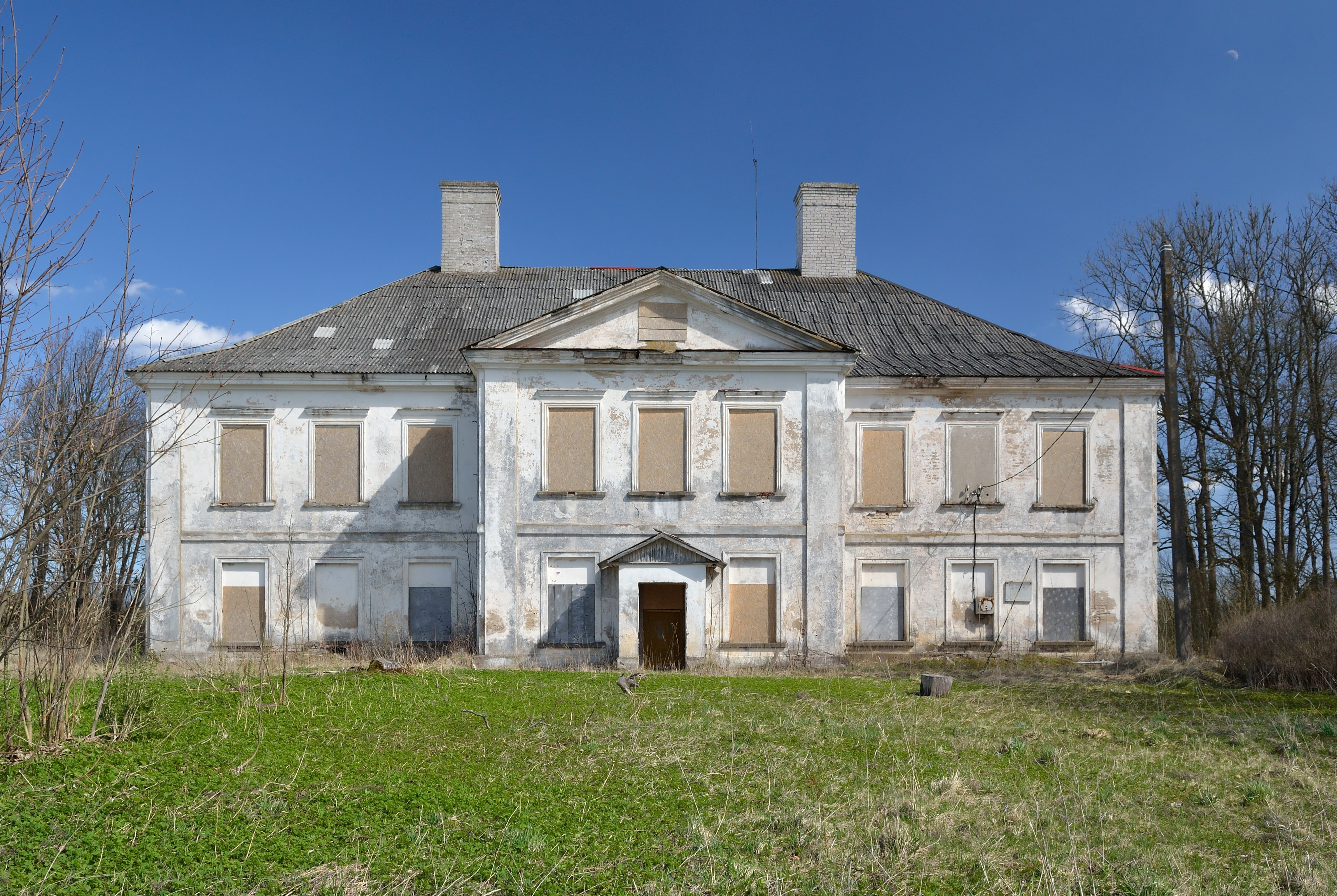
克奥庄园

克奧，是愛沙尼亞維爾揚迪縣北萨卡拉市镇内的村庄，位於該國南部，曾是原克奧市镇的行政中心，處於首都塔林東南面110公里，海拔高度50米，2012年該村庄人口318。
58°37′55″N 25°43′38″E / 58.63194°N 25.72722°E